# Comuna Veprîk, Fastiv
Veprîk (în ucraineană Веприк) este o comună în raionul Fastiv, regiunea Kiev, Ucraina, formată din satele Mlînok și Veprîk (reședința).

## Demografie
Componența lingvistică a comunei Veprîk
     Ucraineană (96,63%)
     Rusă (3,19%)
     Alte limbi (0,09%)
Conform recensământului din 2001, majoritatea populației comunei Veprîk era vorbitoare de ucraineană (96,63%), existând în minoritate și vorbitori de rusă (3,19%).